# Fundació Esclerosi Múltiple
Fundació Esclerosi Múltiple (FEM) és una entitat privada sense afany de lucre nascuda a Barcelona l'any 1989, que té com a principal objectiu aturar l'impacte de l'esclerosi múltiple i millorar la vida de les persones que tenen aquesta malaltia sense cura. La seva presidenta és Maria José Abella, mentre que la presidenta honorífica és Rosa Maria Estrany Llorens, que el 1999 va rebre la Creu de Sant Jordi.

## Organització
El Patronat de la Fundació Esclerosi Múltiple és el seu òrgan rector.

## Activitats

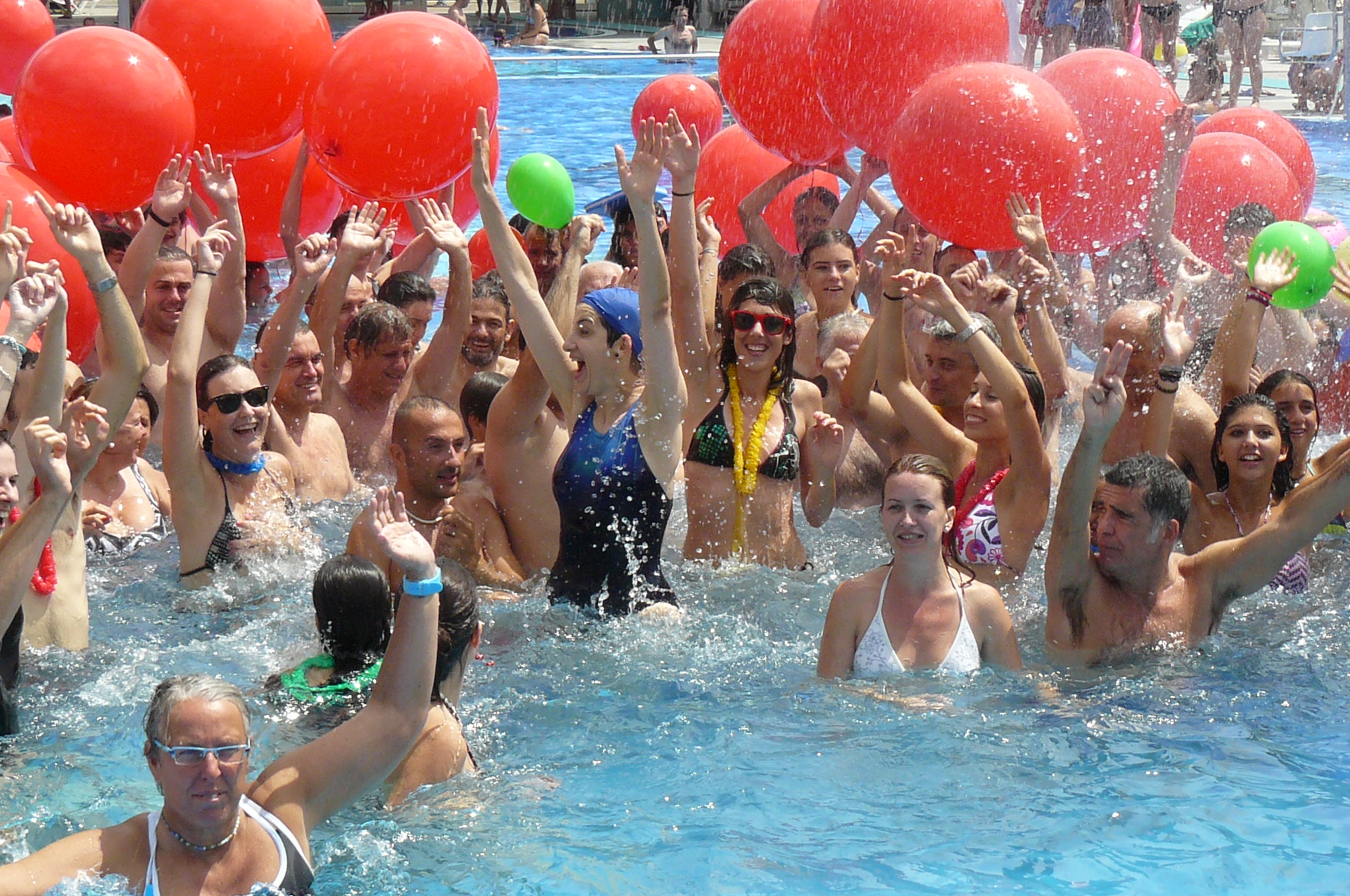
Activitat "Mulla't per l'Esclerosi Múltiple" a les piscines del DiR Diagonal el 2012

Impulsa campanyes de sensibilització social com Mulla't per l'Esclerosi Múltiple des del 1994, que ha permès donar a conèixer la malaltia i aconseguir finançament per oferir serveis a les persones amb esclerosi múltiple. La Fundació Esclerosi Múltiple va obrir a Barcelona el primer hospital de dia de neurorehabilitació de tot l'Estat espanyol i avui compta amb centres neurorehabilitadors també a Lleida i Reus, a més de serveis a Girona. També edita publicacions monogràfiques sobre temes que considera d'interès per a les persones amb esclerosi múltiple i el seu entorn familiar. Igualment publica la revista de la Fundació, que recull les activitats generades per les diferents àrees d'acció de la FEM, informa de la creació de nous serveis i aporta articles en profunditat sobre temes d'interès i novetats en aspectes tan importants com la investigació i els tractaments.